# 1034 هـ
1034 هـ هي سنة في التقويم الهجري امتدت مقابلةً في التقويم الميلادي بين سنتي 1624 و1625.

## مواليد
- عبد الحي طرز الريحان

## وفيات
- أحمد السرهندي